# Emine Nazikedâ Kadınefendi
Emine Nazikedâ Kadınefendi, rozená kněžna Emine Maršan (9. října 1866 – 4. dubna 1941), byla první ženou a hlavní konkubínou osmanského sultána Mehmeda VI. Byla poslední ženou nesoucí titul Kadınefendi v Osmanské říši.

## Biografie
Emine Nazikeda Kadınefendi se narodila 9. října 1866 v Suchumi poté, když se Abcházie stala součástí Ruského impéria a byla zrušena jakožto samosprávné knížectví. Byla z abchazského šlechtického rodu Maršanů, kteří byli vládci horské Cebeldy. Jejím otcem byl kníže Hassan Bej Maršan (1836–1877) a její matkou kněžna Fatma Horecan Hanim Aredba. Byla vnučkou knížete Ismaila Beje. V roce 1876 ji otec i s jejími sestrami a sestřenicemi odstěhoval do Istanbulu, kde byly nakonec ubytovány v paláci Cemile Sultan. Její teta Suzidil Hanim byla dvorní dámou Cemile Sultan. Měla ještě dva starší bratry, prince Mehmeda Beje a prince Abdülkadira Beje.
Své dospívání tedy strávila v paláci sultánky Cemile, kde chodila na soukromé hodiny hry na klavír. Od mala jevila zájem o jezdectví a ve volném čase jezdila v parku paláce. Stala se dvorní dámou Cemiliny nejmladší dcery Fatmy Hanimsultan, jež však v roce 1880 zemřela na tuberkulózu. Cemile tedy Eminu od té doby vychovávala, jako by byla její vlastní dcera. Chůvě Emine nabídli, že se smí vrátit zpět do Abcházie, pokud si to přeje, ale ta odmítla a zůstala při ní až do své smrti.
V roce 1884 se Emine ve svých sedmnácti letech seznámila s třiadvacetiletým princem Vahideddinem Efendim, budoucím sultánem Mehmedem VI., jenž se do ní zamiloval a svou sestru Cemile požádal o její ruku. Ta se však proti tomuto sňatku stavěla z důvodu, že si nepřála, aby její další nemocná dcera přišla o společnici, navíc nechtěla, aby se manželem Emine, kterou měla ráda jako vlastní dceru, stal ten (třebaže vlastní bratr), kdo si dřív nebo později přivede druhou manželku. Mehmed však trval na svém a za rok požádal Cemile o její ruku znovu, tentokrát svolila pod podmínkou, že si nikdy nepořídí druhou manželku. Tuto podmínku splnil přísahou a dne 8. června 1885 se konala svatba v paláci Ortaköy nedaleko Istanbulu. Dostala nové jméno Nazikeda Kadın (osmanskou turečtinou نازك ادا قادین) a spolu se odstěhovali do paláce Feriye, třípatrového dřevěného šlechtického sídla nedaleko hlavního města. Tento dům však později vyhořel, takže se museli přestěhovat do paláce Vahdettin Pavilion v Çengelköy.
V roce 1888 se jim narodila dcera Fenire Sultan, jež však zemřela pár týdnů po porodu. V letech 1892 a 1894 se jim narodily další dvě dcery Fatma Ulviye Sultan a Rukiye Sabiha Sultan. Po třetím porodu jí však doktoři oznámili, že ze zdravotních důvodů pro ni nebude možné rodit další děti. A to byl také důvod, proč dovolila Mehmedovi porušit slib daný jeho sestře, že nesmí vstoupit do manželství s dalšími ženami. Ačkoliv v té době byl Mehmedův nástup na osmanský trůn nepravděpodobný, Nazikeda si uvědomovala, že její manžel i s titulem princ potřebuje mužského dědice, k čemuž ona již posloužit nemůže. Mehmed se tedy s jejím požehnáním v letech 1904 až 1921 oženil s dalšími čtyřmi ženami. Přesto když v roce 1918 Mehmed nastoupil na osmanský trůn, dal své milované Nazikedě titul „Kadınefendi“ (Největší Kadın).
Během turecké války za nezávislost, která probíhala od 19. května 1919 do 24. července 1923, zřizovala charitativní organizace, školy, nemocnice a mešity. Jenže v roce 1922 byl její muž, sultán Mehmed VI., sesazen z trůnu a vyhoštěn ze země. Ona se poté se zbytkem rodiny ocitla v domácím vězení v paláci Feriye, kde byla nucena zůstat až do 10. března 1924, kdy i ji s celou rodinou nový turecký parlament odsoudil k vyhnanství ze země. Po opuštění Turecka se znovu shledala se svým mužem a žila s ním v italském Sanremu až do jeho smrti v roce 1926.
Po jeho smrti se odstěhovala s částí své rodiny do Monte Carla v Monaku a čas od času pobývala ve Francii v Nice u dalších členů své rodiny. Pak od roku 1929 žila v Káhiře, kam se za ní později přistěhovaly i se svými rodinami obě její dcery, a kde nakonec dne 4. dubna 1941 zemřela. Je pohřbena na tamním hřbitově Abbasije.

## Děti
Společně se sultánem Mehmedem VI. měla 3 děti:
- Fenire Sultan (1888–1888)
- Fatma Ulviye Sultan (11. září 1892, palác Ortaköy, Istanbul – 25. ledna 1967, Izmir)
- Rukiye Sabiha Sultan (palác Ortaköy, Istanbul, 2. dubna 1894 – 26. srpna 1971, Istanbul).